# Mugilogobius platynotus
Mugilogobius platynotus és una espècie de peix de la família dels gòbids i de l'ordre dels perciformes.

## Morfologia
Els mascles poden assolir els 6 cm de longitud total.

## Distribució geogràfica
Es troba al sud-est d'Austràlia.